# Landsfred
Landsfred (tyska landfriede) betecknade under medeltiden i den tyska rätten en särskild lag eller överenskommelse, som avsåg upprätthållandet av ordning och säkerhet inom landet. För att motverka det rådande självsvåldet utfärdade kejsarna tid efter annan allmänna landsfreder, vilka särskilt åsyftade att inskränka och reglera de enskilda nävrättsfejderna, men också riktade sig mot andra handlingar, som störde den allmänna friden. Dessutom ingick många furstar och städer landsfreder på vissa år, i det de högtidligt förpliktade sig att under denna tid inte inlåta sig i fejd med varandra, utan hänskjuta uppkommande tvister till domstolarnas eller skiljemäns avgörande. Genom den så kallade ”eviga landsfreden" 1495 förbjöds för all framtid varje utövning av nävrätten Detta förbud överträddes emellertid ofta och måste därför inskärpas genom förnyade "eviga landsfreder". Utan tvivel har de tyska landsfrederna utövat inflytande på den svenska edsöreslagstiftningen. Om dessa tyska mönster erinrar därjämte i särskilt hög grad den överenskommelse, som i Sverige under konung Albrekts tid 1375 träffades emellan konungen, hans fader och deras tyskar samt de svenske stormännen om en allmän fred på tre år, varunder alla enskilda fejder skulle inställas.